# Autostrada A20 (Włochy)
Autostrada A20 – autostrada we Włoszech łącząca miasta Palermo oraz Mesyna. A20 rozpoczyna się w okolicach Mesyny, a następnie przebiega wzdłuż wybrzeża Morza Tyrreńskiego. W okolicach Buonfornello A20 łączy się z autostradą A19, która ostatecznie kończy się w Palermo.
Długość autostrady A20 wynosi 181 kilometrów, a wraz z odcinkiem ciągnącym się przez Autostradę A19 (Buonfornello-Palermo) łączna długość trasy Mesyna – Palermo wzrasta do 227 kilometrów. A20 przebiega przez jeden włoski region, którym jest wyspa Sycylia.
Operatorem autostrady A20 jest włoska spółka Consorzio per le Autostrade Siciliane.

## Historia
Pierwszy odcinek autostrady został zbudowany w 1972 roku. W ciągu następnych lat A20 była systematycznie wydłużana. Ostatni odcinek drogi, którym był zjazd na Castelbuono, został oddany do użytku 21 grudnia 2004 roku.